# Insensatez
«Insensatez» — босанова, написанная Антониу Карлосом Жобином на текст Винисиуса де Морайса для альбома 1963 года The Composer of Desafinado Plays. Известна также в английском переводе («How Insensitive») Нормана Гимбела. Мелодия и отчасти гармония песни заимствованы из фортепианной Прелюдии ми минор Ф. Шопена.
Песня часто исполнялась и записывалась разными артистами, такими как: Жуан Жилберту, Аструд Жилберту, Фрэнк Синатра, Нара Леан, Пегги Ли, Энди Уильямс, Ширли Бэсси, Телли Савалас, Оливия Ньютон-Джон, Мина, Петула Кларк, The Monkees, Либераче, Уильям Шатнер, Игги Поп, Джуди Гарленд, The 5th Dimension, Шинейд О’Коннор, Роберт Уайатт, Уэс Монтгомери, Стэн Гетц, Стейси Кент, Джордж Ширинг и Дайана Кролл. В 1994 году Жобин записал песню со Стингом на лид-вокале для своего альбома Antônio Brasileiro.